# Латіфа Аль Мактум
Латіфа бінт Мохаммед Аль Мактум (II) (араб. شيخةلطيفة بنت محمد بن راشد آل مكتوم‎; нар. 5 грудня 1985) — принцеса Об'єднаних Арабських Еміратів, членкиня королівської сім'ї Дубая, дочка правителя Дубая, прем'єр-міністра ОАЕ шейха Мохаммеда ібн Рашида Аль Мактума і Хуріі Ахмед Аль Мааш з Алжиру, належить до дому Аль-Фаласі. У шейхи Латіфи є дві єдинокровні сестри з тим же ім'ям (старша і молодша). Вона є рідною сестрою шейхи Майти (1980), шейхи Шамси (1981) і шейха Маджида (1987).
Принцеса Латіфа втекла з Дубая в кінці лютого 2018 року. В результаті спільної операції Індії і ОАЕ в міжнародних водах поблизу берега Індії 4 березня 2018 роки її примусово повернули назад.
У грудні 2018 року через дев'ять місяців мовчання про інцидент влада ОАЕ опублікували фото принцеси Латіфи разом з Мері Робінсон. Згідно Робінсон, Латіфа робить враження людини з проблемами психічного характеру і отримує необхідне лікування, про принцесу дбають родичі. Друзі Латіфи наполягають на тому, що до втечі принцеса була при здоровому глузді, і її поточний стан може бути тільки результатом тривалого утримання в ув'язненні, застосування до неї медикаментів.

## Запис відеосвідоцтва
11 березня 2018 року було опубліковано 39-хвилинне відео, зроблене Латіфою до її спроби втечі з Дубая. Воно призначалося для публікації у разі, якщо її життя було в небезпеці, було записано в квартирі подруги Тіни (Tiina Jauhiainen) і заздалегідь відправлено довіреним особам. У цьому відео принцеса Латіфа розповідає про свою сім'ю, обставини, які привели її до вирішення втекти, звинувачує батька в жорстокому поводженні з нею і її сестрою Шамсою. Зокрема Латіфа розповідає про своє більш ніж трирічне одиночне ув'язнене після першої спроби втечі в шістнадцятирічному віці, тортурах (жорстокі побиття, утримання в темряві, відмова в засобах гігієни), які до неї застосовувалися, а також висуває ряд інших серйозних звинувачень на адресу батька. За словами Латіфи, Шамса, яку також зловили після втечі, коли її було дев'ятнадцять, відтоді живе під щохвилинним контролем медиків і приймає препарати, які повністю пригнічують її особу.
Відео містить попередження про те, що якщо ви його переглядаєте, значить принцеса Латіфа або мертва або знаходиться в дуже поганій ситуації.